# Tmesisternus lansbergei
Tmesisternus lansbergei là một loài bọ cánh cứng trong họ Cerambycidae.